# Женская сборная Словении по волейболу
Женская национальная сборная Словении по волейболу (словен. Slovenska ženska odbojkarska reprezentanca ) — представляет Словению на международных соревнованиях по волейболу. Управляющей организацией выступает Волейбольный союз Словении (Odbojkarska zveza Slovenije — OZS).

## История
Словенский волейбол в первые послевоенные годы занимал доминирующее положение в общеюгославском женском волейболе. За первые 10 чемпионатов Югославии, проведённых в 1945—1954 годах, словенские команды 9 раз завоёвывали чемпионский титул. Впервые сформированная женская югославская сборная, принявшая участие в чемпионате Европы 1951, также состояла в основном из словенских волейболисток. В дальнейшем на ведущие роли в женском волейболе Югославии вышли в первую очередь команды из Сербии и прежде всего белградские «Црвена Звезда» и «Партизан», никому не уступавшие первенства в чемпионате страны на протяжении последующих 19 лет. В середине 1980-х словенскому «Бранику» из Марибора всё же удалось дважды подряд выиграть чемпионский титул — в 1985 и 1986 годах.
После распада Югославии и получения в 1992 Словенией независимости Волейбольный союз этой страны вступил в ФИВБ и ЕКВ. В том же году на международную арену вышла женская сборная Словении, принявшая участие в отборочном турнире чемпионата Европы 1993. В предквалификационном раунде, прошедшем в октябре—ноябре, словенки дважды уверенно победили сборную Люксембурга, но в основной стадии квалификации в мае—июне 1993 года проиграли все 6 матчей в своей отборочной группе сборным Хорватии, Польши и Швейцарии.
В октябре того же года словенские волейболистки также неудачно пытались квалифицироваться на чемпионат мира 1994, после чего сборная 4 года в официальных соревнованиях участия не принимала.
После возвращения в декабре 1997 на международную арену национальная команда Словении на протяжении 16 лет безуспешно пыталась пробиться в финальные турниры чемпионатов мира и Европы. Ближе всего к попаданию на европейское первенство словенки были в 2006 и 2008 годах, когда им удавалось занять вторые места в своих отборочных группах и выйти в стадию стыковых матчей, где в обоих случаях они уступали путёвку на Евро-2007 и 2009 сборной Беларуси.
Негативным образом на результатах сборной Словении отражался тот факт, что далеко не всегда удавалось привлечь в команду всех сильнейших словенских волейболисток, выступающих в зарубежных клубах.
Квалификационный турнир чемпионата Европы 2015 принёс сборной Словении долгожданный успех. Заняв в своей отборочной группе 2-е место после Чехии и опередив Испанию и Черногорию, словенские волейболистки в стыковых матчах дважды обыграли сборную Францию с одинаковым счётом 3:1 и впервые в своей истории получили путёвку в финальный турнир европейского континентального первенства. На самом же чемпионате Европе выступление дебютанток завершилось уже после групповой стадии, когда словенки проиграли все три своих матча — Нидерландам 0:3, Италии 1:3 и Польше 0:3.
В 2019 сборная Словении во 2-й раз в своей истории приняла участие в финальной стадии чемпионата Европы, которое завершилось поражением от команды Германии на этапе 1/8 финала.

## Результаты выступлений

### Олимпийские игры
- 2024 — не квалифицировалась

### Чемпионаты мира
- 1994 — не квалифицировалась
- 1998 — не участвовала
- 2002 — не квалифицировалась
- 2006 — не квалифицировалась
- 2010 — не квалифицировалась
- 2014 — не участвовала
- 2018 — не квалифицировалась
- 2022 — не квалифицировалась
- 2025 —

### Чемпионаты Европы
| - 1993 — не квалифицировалась - 1995 — не участвовала - 1997 — не участвовала - 1999 — не квалифицировалась - 2001 — не квалифицировалась - 2003 — не квалифицировалась - 2005 — не квалифицировалась - 2007 — не квалифицировалась - 2009 — не квалифицировалась | - 2011 — не квалифицировалась - 2013 — не квалифицировалась - 2015 — 13—16-е место - 2017 — не квалифицировалась - 2019 — 9—16-е место - 2021 — не квалифицировалась - 2023 — 17—20-е место - 2026 — |

- 2015: Эва Мори, Сара Хутински, Мойца Божич, Катя Медвед, Аня Здовч, Иза Млакар, Жива Рецек, Сара Найдич, Лана Щука, Марина Цветанович, Моника Потокар, Саша Планиншец, Валентина Заложник, Анита Собочан. Тренер — Бруно Найдич.
- 2019: Эва Мори, Тина Грудина, Ана-Мария Вовк, Лея Янежич, Жана Здовц-Спорер, Вероника Микл, Эва Заткович, Иза Млакар, Сара Найдич, Эла Пинтар, Лана Щука, Дарья Эржен, Саша Планиншец, Моника Потокар. Тренер — Алессандро Кьяппини.

### Евролига
- 2014 — 7—8-е место
- 2016 — 3—4-е место
- 2019 — 14-е место (2-е в Серебряной лиге)
- 2021 — 14-е место (3-е в Серебряной лиге)
- 2022 — 12-е место (3-е в Серебряной лиге)
- 2023 — не участвовала
- 2024 — 10-е место
- 2025 — 5-е место

- 2016: Мойца Божич, Ника Благне, Катя Медвед, Уршка Игличар, Сара Валенчич, Жива Рецек, Сара Найдич, Лана Щука, Марина Цветанович, Моника Потокар, Тина Какер, Саша Планиншец, Тина Грудина, Мета Ерала. Тренер — Бруно Найдич.

### Средиземноморские игры
- 6-е место — 1993.
- 4-е место — 2013.
- 7-е место — 2018.

2013: Валентина Заложник, Мойца Божич, Иза Млакар, Ангелина Айнихар, Елена Кучей, Уршка Игличар, Саша Планиншец, Сара Валенчич, Мета Ерала, Сара Хутински, Моника Потокар, Жива Рецек. Тренер — Олег Горбачёв.

### Кубок весны
Женская сборная Словении в 2004 году стала бронзовым призёром традиционного международного турнира Кубок весны (Spring Cup), который ежегодно (с 1962 для мужских и с 1973 для женских сборных команд) проводился по инициативе федераций волейбола западноевропейских стран.

## Состав
Сборная Словении в соревнованиях 2024 года (Евролига, квалификация чемпионата Европы)
| №  | Имя, фамилия          | Год рождения | Рост | Амплуа      | Клуб                                  |
| -- | --------------------- | ------------ | ---- | ----------- | ------------------------------------- |
| 1  | Нина Светина          | 2005         | 182  | нападающая  | Университет штата Западная Виргиния   |
| 1  | Эва Павлович-Мори     | 1996         | 187  | связующая   | «Заречье-Одинцово» Московская область |
| 4  | Маша Пуцель           | 2006         | 189  | нападающая  | «Кальцит» Камник                      |
| 5  | Лорена Лорбер-Фийок   | 2003         | 175  | нападающая  | «Дрезднер» Дрезден                    |
| 7  | Жана Здовц-Спорер     | 2002         | 188  | нападающая  | «Валансьен»                           |
| 8  | Эва Заткович          | 2001         | 192  | нападающая  | «Дрезднер» Дрезден                    |
| 9  | Мия Шифтар            | 2006         | 187  | нападающая  | «Брешиа»                              |
| 10 | Сара Найдич           | 1994         | 174  | связующая   | «Кальцит» Камник                      |
| 11 | Мирта Великонья-Грбац | 1998         | 183  | центральная | «Динамо» Бухарест                     |
| 12 | Тара Филипич          | 2006         | 167  | либеро      | «ГЕН-И Воллей» Нова-Горица            |
| 13 | Ника Милошич          | 2005         | 190  | нападающая  | «Браник» Марибор                      |
| 14 | Ная Кукман            | 2000         | 180  | центральная | «Лука Копер» Копер                    |
| 15 | Аня Мазей             | 2000         | 170  | либеро      | «Игор Горгондзола» Новара             |
| 17 | Ника Маркович         | 1997         | 185  | нападающая  | «Сайтама Агео Медикс» Сайтама/Агео    |
| 18 | Саша Планиншец        | 1995         | 182  | центральная | «Грот-Будовляни» Лодзь                |
| 19 | Катя Банко            | 2002         | 164  | либеро      | «Кальцит» Камник                      |
| 20 | Аида Горнец-Ходник    | 2005         | 188  | центральная | «ГЕН-И Воллей» Нова-Горица            |
| 21 | Жана Халужан-Сагадин  | 2004         | 181  | связующая   | «Браник» Марибор                      |
| 23 | Селена Лебан          | 2005         | 183  | нападающая  | «Лугано»                              |
| 25 | Тани Юрич             | 2007         | 188  | нападающая  | «Анкаран»                             |
| 27 | Иса Рамич             | 2004         | 185  | нападающая  | «Браник» Марибор                      |
| 29 | Уршка Цикач           | 2004         | 167  | либеро      | «Браник» Марибор                      |

- Главный тренер —  Алессандро Орефиче.
- Тренер —   Матта Пентассулья.

## Фотогалерея

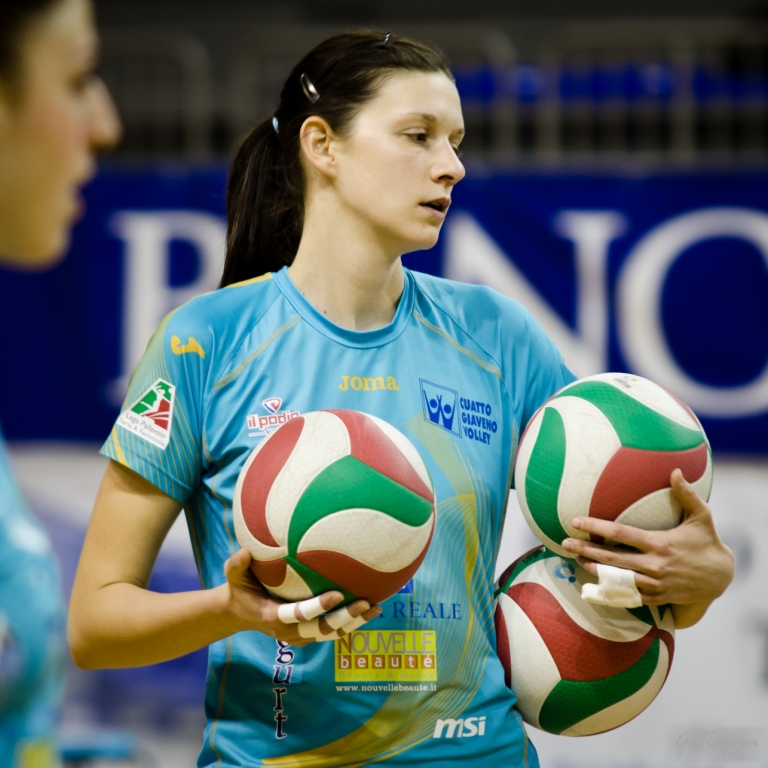
Марина Цветанович
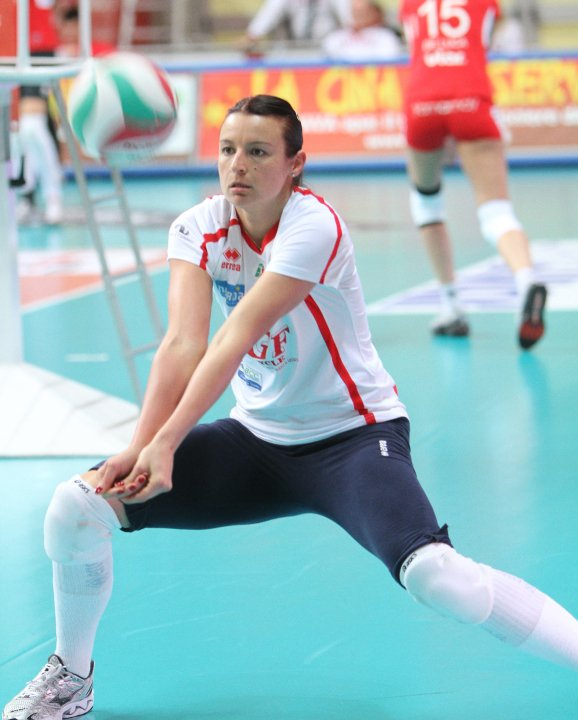
Тина Липицер
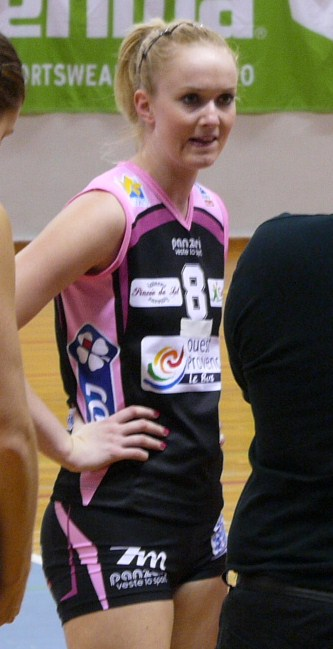
Аня Здовц
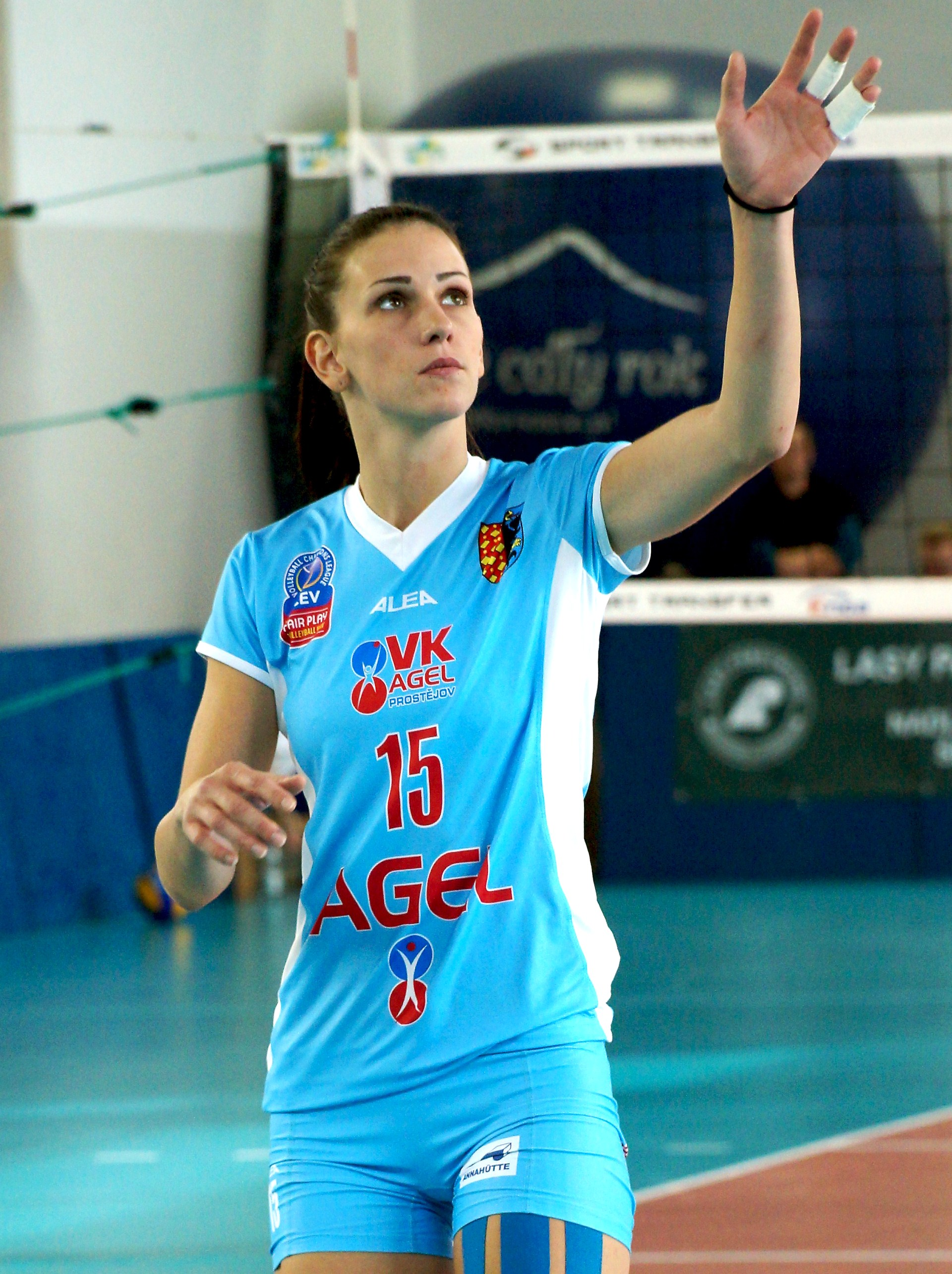
Сара Хутински